# Жадер (футболист, 2003)
Жадер Барбоса да Силва Жентил (порт.-браз. Jader Barbosa da Silva Gentil более известный, как Жадер порт.-браз. Jader; род. 24 июля 2003, Рондонополис, Мату-Гросу) — бразильский футболист, полузащитник.

## Клубная карьера
Жадер — воспитанник клуба «Атлетико Паранаэнсе». 22 августа 2021 года в матче против «Коринтианса» он дебютировал в бразильской Серии А. В своём дебютном сезоне игрок помог клубу завоевать Южноамериканский кубок, хотя участие в матчах турнира не принимал. 19 февраля в поединке Лиги Паранаэнсе против «Сианорти» он забил свой первый гол за «Атлетико Паранаэнсе». В начале 2023 года Жадер перешёл на правах аренды в колумбийский «Атлетико Насьональ», с которым стал победителем чемпионата Колумбии.
Летом 2024 года подписал контракт с португальским клубом «Санта-Клара» и сразу же был отдан в аренду в чилийский «Универсидад Католика».

## Достижения
Командные
 «Атлетико Паранаэнсе»
- Обладатель Южноамериканского кубка — 2021